# Integument (botanik)

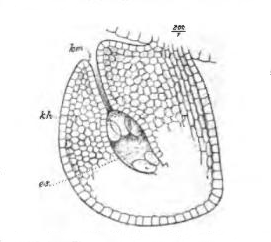
Avbildning av fröämne i genomskärning, med tjocka integument.

Schematisk bild av fröämnen hos gymnospermer (barrväxter, vänster) respektive angiospermer (blomväxter). De två yttersta höljena är dubbla integument.

Integument är höljen runt äggcellen och senare embryot hos fröväxter. Gymnospermer (nakenfröiga växter) har enkla integument, medan angiospermer (gömfröiga växter) har dubbla. Integumentens ursprung är oklart.
I fröämnets spets lämnar integumenten en öppning, mikropyl, där en pollenslang kan nå fram till ägget. När embryot utvecklas kommer integumenten att bilda en del av fröskalet.